# گلن هادل
 گلن هادل  (به انگلیسی: Glenn Hoddle) (زاده ۲۷ اکتبر ۱۹۵۷ - هایز) بازیکن سابق فوتبال اهل انگلستان است. وی سابقه عضویت در باشگاه چلسی و تاتنهام و مربی‌گری در تیم چلسی و تیم ملی فوتبال انگلستان را دارد.